# Georges St-Pierre
Georges St-Pierre (Saint-Isidore, Ontario; 19 de mayo de 1981), también conocido como GSP, es un artista marcial mixto retirado y actor canadiense. Habiendo sido campeón de peso wélter de UFC en dos ocasiones, St-Pierre ha sido durante varios años clasificado como el peso wélter No.1 en el mundo por Sherdog, y muchas otras publicaciones. En 2008, 2009 y 2010 fue nombrado el Atleta canadiense del Año por Rogers Sportsnet. El 13 de diciembre de 2013, St-Pierre dejó vacante su título y decidió tomarse un tiempo libre de las MMA.
St-Pierre regresó al octágono en 2017 -al evento UFC 217- y obtuvo el título de peso mediano, convirtiéndose no sólo en campeón de peso medio de UFC, si no también en doble campeón en diferentes categorías de peso, (y triple campeón en UFC) después de una reñida lucha con el campeón vigente Michael Bisping; consiguiendo así convertirse en el cuarto peleador en convertirse en campeón multi-divisional en la historia de esta organización.
A lo largo de su carrera derrotó a varios campeones de UFC como lo son Sean Shrek, B.J. Penn, Matt Hughes, Matt Serra, Carlos Condit, Johny Hendricks y Michael Bisping, además de derrotar a campeones de otras organizaciones como Strikeforce como lo son Nick Diaz y Jake Shields. 
Es considerado por muchos como el mejor peleador peso wélter de UFC (para muchos, el mejor peleador de la historia de dicha organización), así como uno de los mejores peleadores de las MMA en general. En 2020, St-Pierre fue inducido al Salón de la Fama de la UFC.

## Primeros años
Georges St-Pierre es de origen franco-canadiense, nació el 19 de mayo de 1981 en Saint-Isidore, Quebec, hijo de Roland y Pauline St-Pierre. St-Pierre tuvo una infancia difícil, asistió a una escuela donde otros niños le robaban su ropa y dinero. Comenzó a aprender Karate a los siete años de su padre y después de un maestro en karate kyokushin para defenderse de un bravucón de la escuela. Tomó Lucha, Muay Thai y Jiu-Jitsu Brasileño después de que su profesor de karate falleciera (en este punto también entrenó en boxeo). Antes de convertirse en profesional como artista marcial mixto, St-Pierre trabajó como guardia de seguridad en un club nocturno de Montreal en la orilla del sur llamado Fuzzy Brossard y como basurero durante seis meses para pagarse la escuela preparatoria.

## Carrera de artes marciales mixtas

### Ultimate Fighting Championship
Con una marca de 5-0 en promociones regionales, St-Pierre debutó en el año 2004 en UFC 46 contra Karo Parisyan. St-Pierre ganó la pelea por decisión unánime. En su segunda pelea en UFC 48, St-Pierre derrotó a Jay Hieron por nocaut técnico en la primera ronda.
St-Pierre se enfrentó a Matt Hughes por el campeonato de peso wélter en UFC 50. St-Pierre perdió la pelea por sumisión en la primera ronda faltando 1 segundo para el término de esta.
St-Pierre retorno a UFC y se enfrentó a Jason Miller en UFC 52. St-Pierre ganó la pelea por decisión unánime. En UFC 54, St-Pierre derrotó a Frank Trigg por sumisión en la primera ronda.
St-Pierre se enfrentó a Sean Sherk en UFC 56. St-Pierre derrotó a Sherk por nocaut técnico en la segunda ronda.
St-Pierre se enfrentó a B.J. Penn el 4 de marzo de 2006 en UFC 58. St-Pierre ganó la pelea por decisión dividida, ganando así la oportunidad de competir por el título.

#### Gana y pierde el título
St-Pierre se enfrentó a Matt Hughes en su revancha en UFC 65. St-Pierre derrotó a Hughes por nocaut en la segunda ronda, ganando así el campeonato. Tras el evento, St-Pierre ganó el premio al KO de la Noche.
St-Pierre se enfrentó a Matt Serra el 7 de abril de 2007 en UFC 69. St-Pierre fue noqueado en la primera ronda y de esta forma perdió el campeonato.

#### Vuelta por el campeonato
En UFC 74, St-Pierre se enfrentó a Josh Koscheck. St-Pierre ganó la pelea por decisión unánime.
St-Pierre se enfrentó a Matt Hughes por el campeonato interino en UFC 79. St-Pierre derrotó a Hughes por sumisión en la segunda ronda y adjudicarse el título de esta manera. Tras el evento, St-Pierre ganó el premio a la Sumisión de la Noche.

#### Campeonato de peso wélter
El 19 de abril de 2008, St-Pierre derrotó a Matt Serra en UFC 83 por nocaut técnico en la segunda ronda para ganar de nuevo el campeonato.
St-Pierre se enfrentó a Jon Fitch el 9 de agosto de 2008 en UFC 87. St-Pierre derrotó a Fitch por decisión unánime. Tras el evento, ambos peleadores obtuvieron el premio a la Pelea de la Noche.
En el único y último combate entre campeones de UFC, St-Pierre se enfrentó al campeón de peso ligero B.J. Penn el 31 de enero de 2009 en UFC 94. St-Pierre derrotó a Penn por nocaut técnico, ya que el equipo de Penn decidió parar la pelea debido al estado de Penn.
El 11 de julio de 2009, St-Pierre se enfrentó a Thiago Alves en UFC 100. St-Pierre derrotó a Alves por decisión unánime.
St-Pierre se enfrentó a Dan Hardy el 27 de marzo de 2010 en UFC 111. St-Pierre ganó la pelea por decisión unánime.
St-Pierre se enfrentó a Josh Koscheck el 11 de diciembre de 2010 en UFC 124. St-Pierre ganó la pelea por decisión unánime. Tras el evento, ambos peleadores ganaron el premio a la Pelea de la Noche.
El 30 de abril de 2011, St-Pierre se enfrentó a Jake Shields en UFC 129. St-Pierre ganó la pelea por decisión unánime.
St-Pierre se enfrentó a Carlos Condit por la unificación del título en UFC 154. St-Pierre derrotó a Condit por decisión unánime. Tras el evento, ambos peleadores obtuvieron el premio a la Pelea de la Noche, siendo finalmente la Pelea del Año 2012.
El 16 de marzo de 2013, St-Pierre se enfrentó a Nick Diaz en UFC 158. St-Pierre ganó la pelea por decisión unánime.
En su último combate hasta la fecha, St-Pierre se enfrentó a Johny Hendricks el 16 de noviembre de 2013 en UFC 167. St-Pierre ganó la pelea en una controversial decisión dividida.

#### Desocupación del título y ausencia del deporte
El 13 de diciembre de 2013, St-Pierre anunció oficialmente que iba a tomarse un tiempo libre fuera del deporte y dejar vacante su cinturón. Dejó la puerta abierta para un posible regreso en el futuro, diciendo que necesitaba un descanso.
En 2018, en el podcast de Youtube de Joe Rogan, el atleta confesó que durante los 4 años que estuvo apartado se dedicó de forma amateur a su pasión, la paleontología, haciendo viajes por el mundo y colaborando en las labores de excavación de fósiles de dinosaurio.
Desde que St-Pierre anunció su retiro, han corrido rumores de un posible regreso en cualquier momento, lo cual fue desmentido por su mánager, quien aseguró que eso no estaba en los planes del excampeón: «No hay planes para el 2015. Estamos trabajando en un par de proyectos, pero no están relacionados con regresar al octágono».

#### Regreso a UFC
El 15 de febrero de 2017, después de meses de negociaciones, St-Pierre y UFC supuestamente acordaron términos financieros de un contrato de múltiples luchas. Al día siguiente, el presidente de la UFC Dana White confirmó que St-Pierre había firmado oficialmente con UFC.
El 1 de marzo de 2017, en el programa ESPN, SportsCenter, Dana White confirmó que St-Pierre haría su regreso contra el campeón de peso medio de UFC Michael Bisping en algún momento en 2017, Bisping alegó que la rodilla necesitaba cirugía y recuperación, a su vez St-Pierre afirmó que requería de varios meses para llegar a las 185 libras y definir su campamento de entrenamiento, por la cual la pelea entre ambos no se daría antes de octubre, esto no alegro mucho a los fanes ni a los demás peleadores de la división de peso medio ya que el título no se defendería por casi un año, meses después UFC canceló la pelea entre Bisping y St-Pierre y programó una pelea por el título interino de peso medio entre Yoel Romero y Robert Whittaker (peleador), Bisping debía defender el título contra el ganador de ellos, y en cuanto a St-Pierre, se esperaba que luche contra Tyron Woodley o Demian Maia.
Finalmente, se descartó la posibilidad de su pelea contra el campeón de los peso wélter, volviendo a programarse la pelea contra Michael Bisping en el evento UFC 217.
En este evento, Georges St-Pierre venció a Michael Bisping por sumisión y se convierte en el nuevo campeón de peso medio de la UFC, obteniendo además la distinción de ser uno de los siete luchadores de la historia de UFC en ser campeones en 2 divisiones de peso diferentes.
El 21 de febrero de 2019 anunció su retirada en una rueda de prensa celebrada en el Bell Centre de Montreal.

## Campeonatos y logros
| - Ultimate Fighting Championship - Campeón de peso medio de UFC (una vez) - Campeón de peso wélter de UFC (dos veces) - Mayor cantidad de victorias por título (13) - Campeón interino de peso wélter de UFC (una vez) - Pelea de la Noche (cuatro veces) - KO de la Noche (una vez) - Sumisión de la Noche (una vez) - Actuación de la Noche (una vez) - Ganador de la primera pelea campeón de UFC vs. campeón de UFC (UFC 94) (BJ Penn) - Más victorias por decisión en la historia de UFC (12) - Más defensas consecutivas del título en la categoría de peso wélter (9) - Segundo mayor número de defensas de un título en la historia de UFC (9) - Segundo mayor número de tiempo dentro del octágono en la historia de UFC (05:28:12) - Black Belt Magazine - Peleador del Año (2008) - MMAjunkie.com - Peleador del Año (2009) - Fight Matrix - Peleador del Año (2009) - Peleador del Año (2010) - Regreso del Año (2012) vs. Carlos Condit el 17 de noviembre - Pelea más notable del Año (2006) vs. Matt Hughes el 16 de noviembre - Pelea más notable del Año (2007) vs. Matt Serra el 7 de abril - Pelea más notable del Año (2009) vs. B.J. Penn el 31 de enero | - Rogers Sportsnet - Atleta Canadiense del Año (2008) - Atleta Canadiense del Año (2009) - Atleta Canadiense del Año (2010) - Spike Guys' Choice Awards - Hombre más Peligroso del Año (2010) - Sports Illustrated (SI.com) - Peleador del Año (2009) - Wrestling Observer Newsletter awards - Peleador más Destacado (2008) - Peleador más Destacado (2009) - Peleador más Destacado (2010) - Peleador de AMM más Valioso (2011) - Peleador de AMM más Valioso (2013) - MMAPayout - Peleador del Año (2009) - World MMA Awards - Peleador del Año (2009) - Premios ESPY - Premio al Mejor Peleador – Nominación (2008) - Premio al Mejor Peleador – Nominación (2010) - Premio al Mejor Peleador – Nominación (2011) - MMAValor.com - Pelea del Año (2012) (vs. Carlos Condit, UFC 154) |

## Récord en artes marciales mixtas
| Récord profesional | Récord profesional | Récord profesional |
| 28 peleas          | 26 victorias       | 2 derrotas         |
| ------------------ | ------------------ | ------------------ |
| Nocaut             | 8                  | 1                  |
| Sumisión           | 6                  | 1                  |
| Decisión           | 12                 | 0                  |

| Resultado | Récord | Oponente         | Método                            | Evento                            | Fecha                   | Ronda | Tiempo | Localización                | Notas                                                                                            |
| --------- | ------ | ---------------- | --------------------------------- | --------------------------------- | ----------------------- | ----- | ------ | --------------------------- | ------------------------------------------------------------------------------------------------ |
| Victoria  | 26–2   | Michael Bisping  | Sumisión (rear-naked choke)       | UFC 217                           | 4 de noviembre de 2017  | 3     | 4:23   | New York City, New York     | Ganó el Campeonato de Peso Medio de UFC. Luego dejó vacante el título. Actuación de la noche.    |
| Victoria  | 25–2   | Johny Hendricks  | Decisión (dividida)               | UFC 167                           | 16 de noviembre de 2013 | 5     | 5:00   | Las Vegas, Nevada           | Defendió el campeonato de peso wélter de UFC; Pelea de la Noche. Dejó vacante el título.         |
| Victoria  | 24–2   | Nick Diaz        | Decisión (unánime)                | UFC 158                           | 16 de marzo de 2013     | 5     | 5:00   | Montreal                    | Defendió el campeonato de peso wélter de UFC.                                                    |
| Victoria  | 23–2   | Carlos Condit    | Decisión (unánime)                | UFC 154                           | 17 de noviembre de 2012 | 5     | 5:00   | Montreal                    | Defendió y unificó el campeonato de peso wélter de UFC; Pelea de la Noche; Pelea del Año (2012). |
| Victoria  | 22–2   | Jake Shields     | Decisión (unánime)                | UFC 129                           | 30 de abril de 2011     | 5     | 5:00   | Toronto                     | Defendió el campeonato de peso wélter de UFC.                                                    |
| Victoria  | 21–2   | Josh Koscheck    | Decisión (unánime)                | UFC 124                           | 11 de diciembre de 2010 | 5     | 5:00   | Montreal                    | Defendió el campeonato de peso wélter de UFC; Pelea de la Noche.                                 |
| Victoria  | 20–2   | Dan Hardy        | Decisión (unánime)                | UFC 111                           | 27 de marzo de 2010     | 5     | 5:00   | Newark, Nueva Jersey        | Defendió el campeonato de peso wélter de UFC.                                                    |
| Victoria  | 19–2   | Thiago Alves     | Decisión (unánime)                | UFC 100                           | 11 de julio de 2009     | 5     | 5:00   | Las Vegas, Nevada           | Defendió el campeonato de peso wélter de UFC.                                                    |
| Victoria  | 18–2   | B.J. Penn        | TKO (parada del equipo)           | UFC 94                            | 31 de enero de 2009     | 4     | 5:00   | Las Vegas, Nevada           | Defendió el campeonato de peso wélter de UFC.                                                    |
| Victoria  | 17–2   | Jon Fitch        | Decisión (unánime)                | UFC 87                            | 9 de agosto de 2008     | 5     | 5:00   | Minneapolis, Minnesota      | Defendió el campeonato de peso wélter de UFC; Pelea de la Noche.                                 |
| Victoria  | 16–2   | Matt Serra       | TKO (rodillazos al cuerpo)        | UFC 83                            | 19 de abril de 2008     | 2     | 4:45   | Montreal                    | Ganó y unificó el campeonato de peso wélter de UFC.                                              |
| Victoria  | 15–2   | Matt Hughes      | Sumisión (armbar)                 | UFC 79                            | 29 de diciembre de 2007 | 2     | 4:54   | Las Vegas, Nevada           | Ganó el campeonato interino de peso wélter de UFC; Sumisión de la Noche.                         |
| Victoria  | 14–2   | Josh Koscheck    | Decisión (unánime)                | UFC 74                            | 25 de agosto de 2007    | 3     | 5:00   | Las Vegas, Nevada           |                                                                                                  |
| Derrota   | 13–2   | Matt Serra       | TKO (golpes)                      | UFC 69                            | 7 de abril de 2007      | 1     | 3:25   | Houston, Texas              | Perdió el campeonato de peso wélter de UFC.                                                      |
| Victoria  | 13–1   | Matt Hughes      | TKO (patada a la cabeza y golpes) | UFC 65                            | 18 de noviembre de 2006 | 2     | 1:25   | Sacramento, California      | Ganó el campeonato de peso wélter de UFC; KO de la Noche.                                        |
| Victoria  | 12–1   | B.J. Penn        | Decisión (dividida)               | UFC 58                            | 4 de marzo de 2006      | 3     | 5:00   | Las Vegas, Nevada           | Eliminatoria por el título.                                                                      |
| Victoria  | 11–1   | Sean Sherk       | TKO (golpes y codazos)            | UFC 56                            | 19 de noviembre de 2005 | 2     | 2:53   | Las Vegas, Nevada           |                                                                                                  |
| Victoria  | 10–1   | Frank Trigg      | Sumisión (rear-naked choke)       | UFC 54                            | 20 de agosto de 2005    | 1     | 4:09   | Las Vegas, Nevada           |                                                                                                  |
| Victoria  | 9–1    | Jason Miller     | Decisión (unánime)                | UFC 52                            | 16 de abril de 2005     | 3     | 5:00   | Las Vegas, Nevada           |                                                                                                  |
| Victoria  | 8–1    | Dave Strasser    | Sumisión (kimura)                 | TKO 19: Rage                      | 29 de enero de 2005     | 1     | 1:52   | Montreal                    |                                                                                                  |
| Derrota   | 7–1    | Matt Hughes      | Sumisión (armbar)                 | UFC 50                            | 24 de octubre de 2004   | 1     | 4:59   | Atlantic City, Nueva Jersey | Por el campeonato de peso wélter de UFC.                                                         |
| Victoria  | 7–0    | Jay Hieron       | TKO (golpes)                      | UFC 48                            | 19 de junio de 2004     | 1     | 1:42   | Las Vegas, Nevada           |                                                                                                  |
| Victoria  | 6–0    | Karo Parisyan    | Decisión (unánime)                | UFC 46                            | 31 de enero de 2004     | 3     | 5:00   | Las Vegas, Nevada           | UFC debut.                                                                                       |
| Victoria  | 5–0    | Pete Spratt      | Sumisión (rear-naked choke)       | TKO 14: Road Warriors             | 29 de noviembre de 2003 | 1     | 3:40   | Victoriaville               |                                                                                                  |
| Victoria  | 4–0    | Thomas Denny     | TKO (corte)                       | UCC 12: Adrenaline                | 25 de enero de 2003     | 2     | 4:45   | Montreal                    |                                                                                                  |
| Victoria  | 3–0    | Travis Galbraith | TKO (codazos)                     | UCC 11: The Next Level            | 11 de octubre de 2002   | 1     | 2:03   | Montreal                    | Defendió el campeonato de peso wélter de UCC.                                                    |
| Victoria  | 2–0    | Justin Bruckmann | Sumisión (armbar)                 | UCC 10: Battle for the Belts 2002 | 15 de junio de 2002     | 1     | 3:54   | Gatineau                    | Ganó el campeonato de peso wélter de UCC.                                                        |
| Victoria  | 1–0    | Iván Menjivar    | TKO (golpes)                      | UCC 7: Bad Boyz                   | 25 de enero de 2002     | 1     | 4:59   | Montreal                    |                                                                                                  |

## Filmografía
St-Pierre ha actuado en tres películas, dos de ellas escritas por el artista marcial Héctor Echavarría. Interpreta a Shaman en Death Warrior, y a Georges en Never Surrender. Además, St-Pierre interpreta a Batroc el Saltador en la película Captain America: The Winter Soldier.
| Año  | Título                              | Papel             | Notas |
| ---- | ----------------------------------- | ----------------- | ----- |
| 2024 | The Cage                            | Georges St Pierre |       |
| 2021 | The Falcon and the Winter Soldier   | Batroc            |       |
| 2016 | Kickboxer: Vengeance                | Kavi              |       |
| 2014 | Captain America: The Winter Soldier | Batroc            |       |
| 2009 | Never Surrender                     | Georges           |       |
| 2009 | Death Warrior                       | Shaman            |       |